# Recorda Me
 (juillet 2024).
La mise en forme du texte ne suit pas les recommandations de Wikipédia : il faut le « wikifier ».
Les points d'amélioration suivants sont les cas les plus fréquents. Le détail des points à revoir est peut-être précisé sur la page de discussion.
- Les titres sont pré-formatés par le logiciel. Ils ne sont ni en capitales, ni en gras.
- Le texte ne doit pas être écrit en capitales (les noms de famille non plus), ni en gras, ni en italique, ni en « petit »…
- Le gras n'est utilisé que pour surligner le titre de l'article dans l'introduction, une seule fois.
- L'italique est rarement utilisé : mots en langue étrangère, titres d'œuvres, noms de bateaux, etc.
- Les citations ne sont pas en italique mais en corps de texte normal. Elles sont entourées par des guillemets français : « et ».
- Les listes à puces sont à éviter, des paragraphes rédigés étant largement préférés. Les tableaux sont à réserver à la présentation de données structurées (résultats, etc.).
- Les appels de note de bas de page (petits chiffres en exposant, introduits par l'outil «  Source ») sont à placer entre la fin de phrase et le point final[comme ça].
- Les liens internes (vers d'autres articles de Wikipédia) sont à choisir avec parcimonie. Créez des liens vers des articles approfondissant le sujet. Les termes génériques sans rapport avec le sujet sont à éviter, ainsi que les répétitions de liens vers un même terme.
- Les liens externes sont à placer uniquement dans une section « Liens externes », à la fin de l'article. Ces liens sont à choisir avec parcimonie suivant les règles définies. Si un lien sert de source à l'article, son insertion dans le texte est à faire par les notes de bas de page.
- La présentation des références doit suivre les conventions bibliographiques. Il est recommandé d'utiliser les modèles {{Ouvrage}}, {{Chapitre}}, {{Article}}, {{Lien web}} et/ou {{Bibliographie}}. Le mode d'édition visuel peut mettre en forme automatiquement les références.
- Insérer une infobox (cadre d'informations à droite) n'est pas obligatoire pour parachever la mise en page.

Pour une aide détaillée, merci de consulter Aide:Wikification.
Si vous pensez que ces points ont été résolus, vous pouvez retirer ce bandeau et améliorer la mise en forme d'un autre article.
Recorda Me, qu'on pourrait traduire en français "souviens-toi de moi" ou "ne m'oublie pas", est un standard de jazz du saxophoniste Joe Henderson.

## Histoire
Henderson a composé le titre à 15 ans mais l'a ensuite modifié pour lui donner un groove bossa nova. Il est enregistré en 1963 sur Page One, le premier album de Henderson, où on trouve également le premier enregistrement du standard de jazz Blue Bossa, écrit par le trompettiste Kenny Dorham,.
Henderson en a plus tard enregistré d'autres versions : une version uptempo nommée "Não Me Esqueça" (en Portugais) - "Do Not Forget Me" - sur l'album In Pursuit of Blackness (Milestone - 1971), ; un arrangement nommé "Recuérdame" (en Espagnol) sur l'album Big Band (The Verve Music Group - 1996), ; et bien sûr des interprétations Live, dont par exemple celles figurant sur DVD One Night with Blue Note (avec Freddie Hubbard, Herbie Hancock, Ron Carter et Tony Williams - 1985) ou sur l'album Joe Henderson Quintet at the Lighthouse (Milestone Records - 1994).
Le morceau a aussi fait l'objet d'une adaptation en Anglais  sous le titre "Remember Me" par la chanteuse Kelley Johnson (1998),.

## Autres interprétations
"Recorda Me" a été repris par de nombreux autres musiciens dont :
- Steps Ahead pour Smokin' in the Pit (1980)
- McCoy Tyner sur la Réunion de New York (1991)
- Art Farmer sur Soul Eyes (1991)
- Greg Osby dans Nouvelles Directions (1991)
- Kelley Johnson dans Rendre quelqu'un heureux (1998)
- Tierney Sutton sur Les héros méconnus (2000)
- Renee Rosnes sur Black Narcissus: Un hommage à Joe Henderson (2008)
- Brownman Electryc Trio on Gravitation (2013) - Lauréat du National Jazz Award
- Chick Corea Trio sur Trilogie (2013)
- Conrad Herwig dans Le côté latin de Joe Henderson (2014)
  - Nommé à la 57e cérémonie annuelle des Grammy Awards
- Shaun Martin Three-O sur Focus (2018)